# Ratboy
Pour plus de détails, voir Fiche technique et Distribution.
Ratboy est un film dramatique américain réalisé par Sondra Locke, sorti en 1986.

## Synopsis
Un enfant-rat est adopté par une jeune femme

## Fiche technique
- Titre original : Ratboy
- Titre français : Ratboy
- Réalisation : Sondra Locke
- Scénario : Rob Thompson (en)
- Direction artistique : Edward C. Carfagno
- Décors : Cloudia Rebar
- Costumes : Glenn Wright
- Photographie : Bruce Surtees
- Montage : Joel Cox
- Musique : Lennie Niehaus
- Production : Fritz Manes
- Production associée : Rob Thompson, David Valdes
- Société de production : Malpaso Productions
- Société de distribution : Warner Bros.
- Pays d'origine :  États-Unis
- Langue originale : anglais
- Format : couleur (Technicolor) — 35 mm — 1,85:1 — son Stéréo
- Genre : drame
- Durée : 104 minutes
- Dates de sortie : 
  - États-Unis : 17 octobre 1986
  - France : 5 novembre 1986

## Distribution
- Sondra Locke : Nikki Morrison
- Larry Hankin : Robert Jewell
- Gerrit Graham : Billy Morrison
- Louie Anderson : Omer Morrison
- Billie Bird : le psychiatre
- John Witherspoon : Lourdo
- Jon Lovitz : un des invités à la fête
- Sharon Baird : Ratboy